# Gould Coast

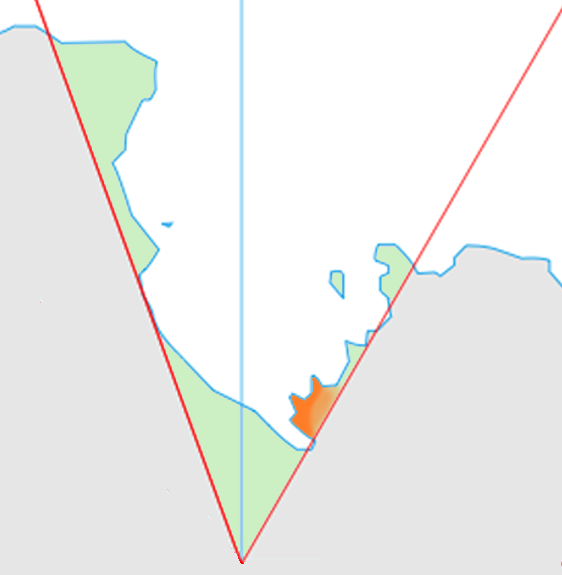
Położenie na mapie regionu Morza Rossa

Gould Coast – część zachodniego wybrzeża Ziemi Marii Byrd na Antarktydzie Zachodniej, pomiędzy Wybrzeżem Siple’a a Lodowcem Scotta, który dzieli je od Amundsen Coast.
Jest to północny fragment wybrzeża po wschodniej stronie Lodowca Szelfowego Rossa na Morzu Rossa. Nowozelandzki komitet ds. nazw Antarktydy nazwał je na cześć Laurence’a Goulda, geologa, który był zastępcą Richarda Byrda podczas ekspedycji antarktycznej w latach 1928–1930. Grupa geologiczna Goulda w 1929 roku skartowała 175 mi (282 km) tego wybrzeża.